# Montes (Sucre)
Montes é um município da Venezuela localizado no estado de Sucre.
A capital do município é a cidade de Cumanacoa.